# Calliergidium austrostramineum
Calliergidium austrostramineum là một loài rêu trong họ Amblystegiaceae. Loài này được Müll. Hal. E.B. Bartram mô tả khoa học đầu tiên năm 1946.